# Лагерь (фильм, 2007)
«Лагерь» (англ. Boot Camp) — фильм совместного производства США и Канады, с актрисой Милой Кунис в главной роли. Фильм вышел на экраны в 2007 году.

## Сюжет
Фильм рассказывает о группе трудных подростков, насильственно направленных родителями в частный лагерь, расположенный на одном из островов Фиджи. Директор лагеря, доктор Хэйл, обещает родителям, что их дети по возвращении будут совершенно другими людьми. С помощью изобретённой им методики, он намерен избавить их от дурных привычек и склонности к агрессии.
По прибытии в лагерь, подростков вынуждают носить специальные датчики, следящие за их местоположением, с целью предотвратить попытки побега с острова. Новоприбывшим выдают футболки чёрного цвета, они обязаны выполнять определённые трудовые нормы. Тем, кто по мнению Хэйла «исправляется», меняют футболки сначала на жёлтые, а затем на белые. «Исправившиеся» больше не должны работать, они выполняют функции надзирателей, в то время как положение носящих футболки чёрного цвета похоже на положение заключённых.
В среде воспитанников лагеря оформляется группа лидеров во главе с Софи (Мила Кунис) и её бойфрендом Беном (Грегори Смит). Влюблённые пытаются сбежать, но их насильственно возвращают на остров. Они решают поднять в лагере мятеж против доктора Хэйла и его помощников…

## В ролях
| Актёр                | Роль        |
| -------------------- | ----------- |
| Мила Кунис           | Софи        |
| Грегори Смит         | Бен         |
| Петер Стормаре       | доктор Хэйл |
| Реджин Нэи           | Трина       |
| Алехандро Рэй        | Джэк        |
| Кристофер Жакот      | Дэнни       |
| Тай Рунян            | Логан       |
| Мэттью Смэлли        | Ник         |
| Коллин Реннисон      | Эллен       |
| Барбара Гейтс Уилсон | Ронда       |
| Лекси Хубер          | Марианна    |
| Серж Уд              | Карл        |